# Stade 20 Août 1955 (Baszszar)
Stade 20 Août 1955 – stadion piłkarski w Baszszarze, w Algierii. Został otwarty w 1953 roku. Może pomieścić 20 000 widzów. Swoje spotkania rozgrywają na nim piłkarze klubu JS Saoura.